# Ju-52-Museum

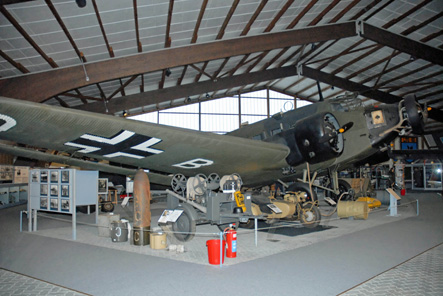
Restaurierte Ju 52/3m g4e

Die Ju-52-Halle ist ein im westlichen Teil des Fliegerhorstes Wunstorf gelegenes, von der Traditionsgemeinschaft Lufttransport Wunstorf betriebenes Luftfahrzeugmuseum. Das Museum ist (während der Öffnungszeiten) öffentlich zugänglich, da das Areal vom militärischen Schutzgebiet des Fliegerhorsts abgetrennt ist.

## Geschichte
Träger und Betreiber des Museums war von der Eröffnung der Halle im Jahre 1990 bis zum Jahre 2003 die IG JU52. Der Verein löste sich danach auf. Seit April 2004 führt die Traditionsgemeinschaft Lufttransport Wunstorf e. V. das Museum. Dieser Verein war ursprünglich ein Zusammenschluss von Angehörigen des Lufttransportgeschwaders 62 (LTG 62), der sich dann aber für Interessierte am militärischen Lufttransport geöffnet hat.

Am 11. April 2013 haben sich das Ju-52-Museum, das Luftfahrt-Museum Laatzen-Hannover, das Aeronauticum in Nordholz und das Hubschraubermuseum Bückeburg zur „Arbeitsgemeinschaft Niedersächsischer Luftfahrtmuseen“ zusammengeschlossen.

## Exponate
Wichtigstes Ausstellungsstück ist eine 1939 gebaute Ju 52/3m g4e, die 1986 durch ein Team der dafür gegründeten Interessengemeinschaft Ju 52 vom Grund des norwegischen Hartvikvann-Sees nahe Narvik geborgen wurde. Nach der Restaurierung auf dem Fliegerhorst Wunstorf wurde sie in der Halle aufgestellt. Das Museum umfasst daneben eine Sammlung von Exponaten mit dem Schwerpunkt militärischer Lufttransport. Eine Videodokumentation im Museum zeigt die Bergung des Flugzeuges und die Lufttransportaufgaben des LTG 62.
Das LTG 62 und seine Traditionsgemeinschaft richteten in der Halle eine Traditionsecke ein und stellen auf dem Freigelände neben der Halle einige Großobjekte aus. Andere Objekte sind Geschenke und Dauerleihgaben von Privatleuten. Unter den Exponaten in der Halle ist eine Dornier Do 28 D-2 (Skyservant), im Wechsel andere Großexponate. Auch die Rolle des Fliegerhorstes Wunstorf während der Berliner Luftbrücke 1948/1949 wird thematisiert. Auf dem Außengelände befinden sich eine Transall C-160D, eine Nord Noratlas N2501, eine Piaggio P.149 und zwei Hubschrauber vom Typ Mil Mi-8 und Bell UH-1D.